# Томислав Пачовски
Томислав (Томе) Пачовски (на македонска литературна норма: Томислав (Томе) Пачовски) е футболист от Северна Македония, който играе като вратар във ФК Вардар.

## Биография
Роден е на 28 юни 1982 година в Битоля. Играе за ФК Герминал Бершот в белгийското футболно първенство и за националния отбор по футбол на Република Македония. В националния отбор играе в 21 мача, а в кариерата си има и 2 гола. От 1 януари 2015 година играе за ФК Вардар.